# 忽鸡图乡
忽鸡图乡，是中华人民共和国内蒙古自治区乌兰察布市四子王旗下辖的一个乡镇级行政单位。

## 行政区划
忽鸡图乡下辖以下地区：
庙后行政村、闪丹行政村、哈拉圪那行政村、堂村行政村、活福滩行政村、三合泉行政村、小东营行政村、东卜子行政村、腮忽洞行政村、英土行政村、大青河行政村和麻黄洼行政村。